# الهيئة العامة للبحث والتعرف علي المفقودين في ليبيا

## الهيئة العامة للبحث والتعرف على المفقودين ليبيا

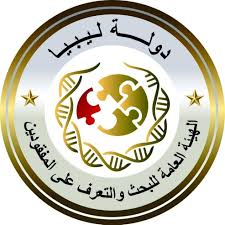

الهيئة العامة للبحث والتعرف على المفقودين هي مؤسسة وطنية ليبية تأسست في عام 2018، تُعنى بالبحث والتعرف على المفقودين وتوضيح مصيرهم. تعمل الهيئة كمؤسسة مستقلة ذات شخصية اعتبارية وذمة مالية منفصلة، وتتمثل مهامها في حماية وتعزيز حقوق المفقودين وأسرهم باستخدام وسائل تقنية حديثة وأساليب علمية
دقيقة.[1] 
التأسيس والتاريخ
بدأت فكرة إنشاء الهيئة في عام 2012 بصدور قرار رقم (28) لتنظيم الجهاز الإداري لوزارة رعاية أسر الشهداء والمفقودين، حيث كانت الإدارة تعمل كجزء من الوزارة. وفي عام 2016، صدر قرار المجلس الرئاسي لحكومة الوفاق الوطني رقم (525) الذي أدى إلى انفصال الهيئة عن الوزارة وتحولها إلى مؤسسة مستقلة. تم تفعيل عمل الهيئة بشكل رسمي في عام 2018 مع تخصيص موارد وإدارات مستقلة.
الرؤية والرسالة

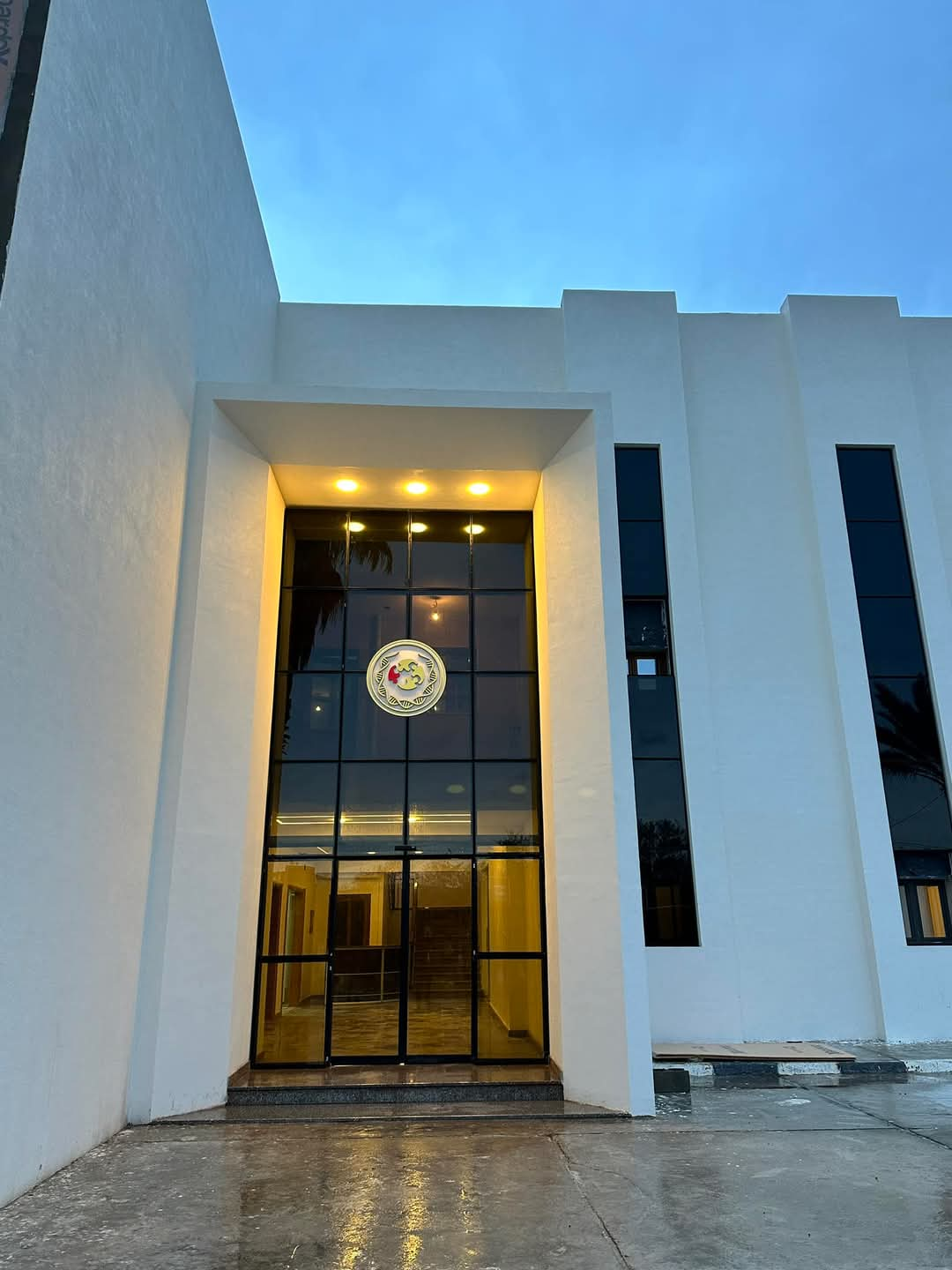
GASP Building

تهدف الهيئة إلى أن تصبح مرجعًا إقليميًا رائدًا في مجال البحث والتعرف على المفقودين، والمساهمة في إيجاد حلول شاملة وإنسانية لأسرهم. تلتزم الهيئة بتقديم خدمات ذات جودة عالية في البحث عن المفقودين، مع ضمان الحياد والشفافية، وتعزيز التعاون والتضامن الوطني والدولي للتصدي لقضية المفقودين.
لأهداف
1. البحث عن المفقودين: باستخدام تقنيات مثل الحمض النووي وتحديد الهوية.
2. دعم الأسر: تقديم استشارات نفسية واجتماعية لأسر المفقودين.
3. التوعية العامة: نشر الوعي حول أهمية البحث عن المفقودين.
4. تعزيز القوانين: العمل على تطوير السياسات المتعلقة بحماية الأفراد من الإخفاء القسري.
إنجازات الهيئة

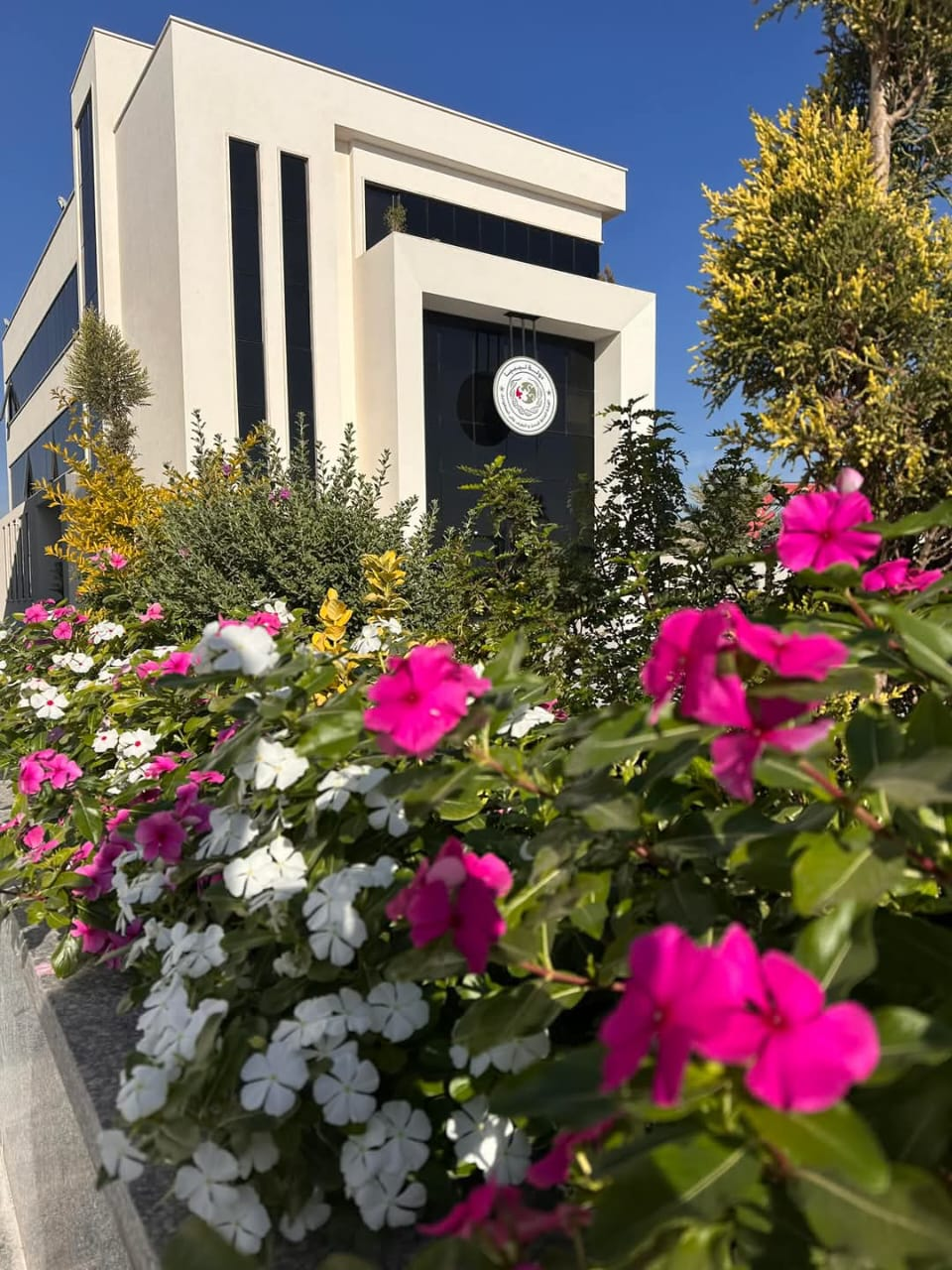
GASP Building 2

- فتح المقابر الجماعية: قامت الهيئة بفتح العشرات من المقابر الجماعية في مناطق مختلفة، بما في ذلك مدينة ترهونة وسرت ودرنه وتاورغاء . - جمع عينات الحمض النووي: إنشاء بنك بيانات جيني لتسهيل عملية المطابقة.
- التعاون الدولي: إبرام اتفاقيات مع جهات دولية لدعم العمليات الفنية والتقنية.
الشراكات الدولية والجهات المتعاونة تتعاون الهيئة مع العديد من الجهات الوطنية والدولية لتعزيز جهودها في البحث عن المفقودين، منها: - اللجنة الدولية للصليب الأحمر:  - بعثة الأمم المتحدة للدعم في ليبيا (UNSMIL): 
 - منظمات حقوق الإنسان المحلية والإقليمية. تهدف هذه الشراكات إلى توفير الدعم الفني والتقني، بالإضافة إلى تنفيذ برامج تدريبية متخصصة.